# Адиђе
Адиђе (итал. Adige) је река која протиче кроз Италију, односно кроз италијанске регије Трентино-Алто Адиђе и Венето.
Дуга је 410 km, најдужа после реке По. Улива се у Јадранско море у близини Кјође.